# Воскресеновка (Костанайський район)
Воскресе́новка (каз. Воскресенов) — село у складі Костанайського району Костанайської області Казахстану. Входить до складу Надеждинського сільського округу.
Населення — 404 особи (2021; 505 у 2009, 931 у 1999, 1015 у 1989).